# وتمور (کلرادو)
وتمور (به انگلیسی: Wetmore) یک منطقهٔ مسکونی در ایالات متحده آمریکا است که در شهرستان کاستر، کلرادو واقع شده‌است. وتمور ۱٬۸۵۵ متر بالاتر از سطح دریا واقع شده‌است.